# Notre-Dame de Paris (musical)
Notre-Dame de Paris – musical powstały na podstawie powieści Victora Hugo Katedra Marii Panny w Paryżu. Autorem słów jest Luc Plamondon, muzykę skomponował Richard Cocciante. Premiera spektaklu miała miejsce 16 września 1998 w Paryżu.
Spektakl prezentowany był w wielu miastach Francji, Belgii, Szwajcarii oraz w Quebecu. W Paryżu ponownie wystawiono go w grudniu 2005. Wersja angielska grana jest od 2000 w Las Vegas, była też wystawiana w Londynie. Powstały liczne adaptacje w innych językach m.in. we włoskim, rosyjskim i angielskim.
Polska uzyskała licencje na wystawienie musicalu Notre Dame de Paris w 2016. Premiera polskiej wersji musicalu odbyła się 9 września 2016 w Teatrze Muzycznym im. Danuty Baduszkowej w Gdyni. Reżyserem spektaklu był Gilles Maheu, który odpowiadał również za reżyserię wersji francuskiej. Podczas prób gdyński zespół zrobił na realizatorach tak duże wrażenie, że po raz pierwszy w historii Notre-Dame de Paris spektakle były grane z udziałem orkiestry i chóru.

## Akt pierwszy
Przed katedrą Notre-Dame pojawia się poeta Gringoire, informując publiczność, że za chwilę obejrzy historię wielkiej miłości i pożądania rozgrywającą się u schyłku średniowiecza. Śpiewa też o mijającym czasie strzelistych katedr. Po chwili plac przed kościołem zaludnia tłum cyganów, żebraków i włóczęgów, których przywódca Clopin błaga zarząd katedry o azyl i wieszczy fatalny koniec cywilizacji, która nie zna litości dla najbiedniejszych. Jednak archidiakon Frollo odmawia otwarcia drzwi i nakazuje kapitanowi Febusowi, dowódcy oddziału łuczników, rozpędzenie zbiegowiska. W zamieszaniu Febus wpada na piękną cygankę Esmeraldę i jest olśniony jej urokiem. Nie może z nią jednak długo rozmawiać. Dziewczyna ucieka do Clopina, swojego przybranego ojca, który ostrzega ją przed uleganiem czarowi mężczyzn. Febus w tym samym czasie śpieszy na spotkanie ze swoją narzeczoną Fleur-de-Lys i obiecuje jej radosną przyszłość. 
Plac znowu zaludnia się, gdy paryski plebs urządza doroczne wybory Króla Błaznów, którym nieformalnie przewodniczy Gringoire. Oczywistym zwycięzcą zostaje odrażająco brzydki dzwonnik Quasimodo. Ukoronowany na króla, Quasimodo zwraca się do Esmeraldy, ale cyganka nie chce rozmawiać z kimś tak brzydkim. Wkracza archidiakon Frollo i zabiera Quasimodo z powrotem do katedry, robiąc mu wyrzuty z powodu udziału w tak niereligijnej zabawie. Następnie nakazuje dzwonnikowi porwanie Esmeraldy, by – jak twierdzi Frollo – można było w katedrze nauczyć ją prawd wiary. 
Gringoire z nostalgią spaceruje po Paryżu – sam uległ urokowi Esmeraldy, lecz zgubił ją z oczu i nie może jej odnaleźć. Nagle jest przypadkowo świadkiem nieudanego porwania cyganki przez Quasimodo, którego zatrzymują łucznicy Febusa. Podążając za Esmeraldą trafia na Dziedziniec Cudów, tymczasową siedzibę włóczęgów Clopina. Ten zarządza natychmiastowe powieszenie poety, jako że wkroczył on na obcy teren, lecz Esmeralda ratuje go od śmierci, zawierając z nim cygański ślub. Gdy zostają sami, pyta go o znaczenie imienia Febus. Podczas gdy zarówno Esmeralda, jak i Fleur-de-Lys kochają się w Febusie, ten zastanawia się, jak powinien wybrnąć z sytuacji, w której pociągają go dwie różne kobiety. 
Gringoire opowiada archidiakonowi, z którym znają się od lat, swoją przygodę na Dziedzińcu Cudów. Tymczasem na placu przed Notre-Dame tłum zbiera się, by obejrzeć karę pręgierza. Karanym jest Quasimodo, skazany za próbę porwania Esmeraldy. Wśród szyderstw tłumu dzwonnik błaga o coś do picia. Na to wezwanie odpowiada Esmeralda, podając mu wodę. Quasimodo, Frollo i Febus zachwycają się urodą cyganki i modlą o możliwość spędzenia z nią nocy. Gdy tłum rozchodzi się, Quasimodo zaprasza Esmeraldę do zamieszkania w katedrze i obiecuje, że zawsze będzie się nią opiekował. Esmeralda modli się w pustym kościele, po czym zasypia. Archidiakon, szaleńczo zakochany w cygance, obserwuje ją i podsłuchuje termin nadchodzącej schadzki z Febusem. Następnie wychodzi na ulicę i udając widmo mnicha podąża śladem żołnierza idącego na to spotkanie. Wchodzi z nim do wynajętego na schadzkę pokoju, a gdy Febus bierze Esmeraldę w objęcia, zadaje mu cios sztyletem.

## Akt drugi
Frollo i Gringoire rozmawiają o zachodzących zmianach w umysłowości człowieka, odkryciach geograficznych i nowym stylu w architekturze. Tymczasem Quasimodo wygrywa na dzwonach melodię, która ma wyrażać jego miłość do Esmeraldy. Przestaje, gdy słyszy, jak Gringoire rozmawia z Clopinem o losie cyganki, która oskarżona o zabójstwo trafiła do więzienia. Odbywa się też proces dziewczyny, która złamana torturami przyznaje się do morderstwa. Prosi Febusa, by wrócił do niej, ujawnił, że nie zginął i zwrócił jej wolność. Kapitan łuczników zdecydował się jednak na powrót do Fleur-de-Lys. Ta, pozbawiona złudzeń co do wierności narzeczonego, zgadza się jednak wyjść za niego dopiero wtedy, gdy Esmeralda zginie na szubienicy. Tymczasem Clopin i jego włóczędzy usiłują bezskutecznie odbić cygankę z więzienia. Następnego dnia Frollo udaje się do celi dziewczyny z propozycją ocalenia jej życia, jeśli zostanie jego kochanką. Esmeralda nie chce o tym słyszeć. Do egzekucji jednak nie dochodzi, ponieważ do więzienia wdziera się Quasimodo, prowadząc za sobą Clopina i włóczęgów. Uwolniona Esmeralda ukrywa się w katedrze. 
Gringoire snuje refleksje nt. nieszczęśliwej miłości Quasimodo, który nadal opiekuje się Esmeraldą i nadal słyszy od niej tylko słowa tęsknoty za Febusem. Cyganka pragnie być znowu wolna i żyć razem ze swoim ukochanym. Tymczasem Frollo i Febus wydają oddziałowi łuczników królewskich polecenie pogwałcenia prawa azylu i dokonania egzekucji Esmeraldy. Wywiązuje się bitwa pomiędzy łucznikami a włóczęgami, w której ginie Clopin, Esmeralda zostaje pojmana, a włóczędzy deportowani z miasta. Febus na oczach Fleur-de-Lys zarządza natychmiastowe stracenie cyganki. Całą scenę obserwuje oszalały Frollo, który przyznaje się Quasimodo do swojej szaleńczej namiętności i współudziału w śmierci Esmeraldy. Dzwonnik zrzuca archidiakona z wieży katedry, po czym biegnie do martwego już ciała ukochanej, by zostać z nią – i umrzeć.

## Lista utworów

### Utwory wersji polskiej
| 1. Uwertura (Orkiestra) 2. Czas Katedr (Gringoire) 3. Ludzie bez papierów (Clopin, Chór) 4. Interwencja Frolla (Frollo, Phoebus) 5. Taniec Esmeraldy (Phoebus) 6. Cyganka (Esmeralda) 7. Esmeraldo, czy wiesz? (Clopin, Esmeralda) 8. Kolia z diamentów (Fleur-de-Lys, Phoebus) 9. Święto głupców (Gringoire, Tłum) 10. Jam głupców król (Quasimodo) 11. Czarownica (Frollo, Quasimodo) 12. Odnalezione dziecko (Quasimodo) 13. Paryska noc (Gringoire) 14. Próba porwania (Phoebus, Esmeralda) 15. Cudów Plac (Clopin, Esmeralda, Gringoire, Chór) 16. Słowo Phoebus (Esmeralda, Gringoire) 17. Piękny, jak słońce (Esmeralda, Fleur-de-Lys) 18. Rozdarty (Phoebus) 19. Ananke (Frollo, Gringoire) 20. Pić! (Frollo, Quasimodo, Tłum) 21. Belle (Quasimodo, Frollo, Phoebus) 22. Dom mój jest domem Twym (Quasimodo, Esmeralda) 23. Pogańskie Ave Maria (Esmeralda) 24. Gdybyś zajrzała we mnie (Quasimodo) 25. To ty mnie zniszczysz (Frollo) 26. Cień (Phoebus, Frollo) 27. Val d’Amour (Gringoire, Phoebus, Tłum) 28. Rozkosz (Phoebus, Esmeralda) 29. Fatum (Gringoire, Frollo, Quasimodo, Clopin, Fleur-de-Lys, Chór) | 1. Florencja (Frollo, Gringoire) 2. Dzwony (Quasimodo, Chór) 3. Gdzie ona jest? (Frollo, Gringoire, Clopin) 4. Czy zamknięte w klatce ptaki (Esmeralda, Quasimodo) 5. Skażą wbrew (Clopin, Chór) 6. Proces (Frollo, Esmeralda, Chór) 7. Tortury (Frollo, Esmeralda) 8. Być księdzem i kochać kobietę (Frollo) 9. Phoebus (Esmeralda) 10. Przybywam do Ciebie (Phoebus) 11. Pokocham, jeśli przyrzekniesz (Fleur-de-Lys) 12. Wizyta Frolla u Esmeraldy (Frollo, Esmeralda) 13. Pewnego ranka tańczyłaś (Frollo, Esmeralda) 14. Wolni już (Quasimodo, Clopin, Esmeralda, Chór) 15. Księżyc (Gringoire) 16. Zostawiam Ci gwizdek (Quasimodo, Esmeralda) 17. Sprawiedliwość świata gdzież? (Quasimodo) 18. Żyć (Esmeralda) 19. Atak na Notre Dame (Clopin, Frollo, Phoebus, Esmeralda, Gringoire, Chór, Chór, Chór) 20. Deportacja (Phoebus, Chór) 21. Mój mistrzu, mój wybawicielu (Quasimodo, Frollo) 22. Dajcie mi ją (Quasimodo) 23. Tańcz, ma Esmeraldo (Quasimodo) 24. Tańcz, ma Esmeraldo – Repryza (Orkiestra) 25. Czas katedr – Repryza (Wszyscy) |

### Utwory w wersji francuskiej
| 1. Ouverture - Orchestra 2. Le Temps des cathédrales - Gringoire 3. Les Sans-papiers - Clopin & Chorus 4. Intervention de Frollo - Frollo & Phœbus 5. Danse d'Esmeralda - Phœbus 6. Bohémienne - Esmeralda 7. Esmeralda tu sais - Clopin & Esmeralda 8. Ces diamants-là - Fleur-de-Lys & Phœbus 9. La Fête des fous - Gringoire & Chorus 10. Le Pape des fous - Quasimodo 11. La Sorcière - Frollo & Quasimodo 12. L'Enfant trouvé - Quasimodo 13. Les Portes de Paris - Gringoire 14. Tentative d'enlèvement - Phœbus, Esmeralda, Gringoire & Frollo 15. La Cour des miracles - Clopin, Chorus, Esmeralda & Gringoire 16. Le Mot Phœbus - Esmeralda & Gringoire 17. Beau comme le soleil - Esmeralda & Fleur-de-Lys 18. Déchiré - Phœbus 19. Ananké - Frollo & Gringoire 20. À boire ! - Chorus, Frollo & Quasimodo 21. Belle - Quasimodo, Frollo & Phœbus 22. Ma maison, c'est ta maison - Quasimodo & Esmeralda 23. Ave Maria païen - Esmeralda 24. Si tu pouvais voir en moi - Quasimodo 25. Tu vas me détruire - Frollo 26. L'Ombre - Phœbus & Frollo 27. Le Val d'amour - Gringoire, Chorus & Phœbus 28. La Volupté - Phœbus & Esmeralda 29. Fatalité - Gringoire, Frollo, Quasimodo, Clopin & Fleur-de-Lys | 1. Florence - Frollo & Gringoire 2. Les Cloches - Gringoire, Frollo, Quasimodo & Chorus 3. Où est-elle ? - Frollo, Gringoire & Clopin 4. Les oiseaux qu'on met en cage - Esmeralda & Quasimodo 5. Condamnés - Clopin & Chorus 6. Le Procès - Frollo & Esmeralda 7. La Torture - Frollo & Esmeralda 8. Être prêtre et aimer une femme - Frollo 9. Phœbus - Esmeralda 10. Je reviens vers toi - Phœbus 11. La Monture - Fleur-de-Lys 12. Visite de Frollo à Esmeralda - Frollo & Esmeralda 13. Un matin tu dansais - Frollo & Esmeralda 14. Libérés - Quasimodo, Clopin, Esmeralda, Gringoire & Chorus 15. Lune - Gringoire 16. Je te laisse un sifflet - Quasimodo & Esmeralda 17. Dieu que le monde est injuste - Quasimodo 18. Vivre - Esmeralda 19. L'Attaque de Notre-Dame - Clopin, Frollo, Phœbus, Esmeralda, Gringoire & Chorus 20. Déportés - Phœbus & Chorus 21. Mon maître, mon sauveur - Quasimodo & Frollo 22. Donnez-la-moi - Quasimodo 23. Danse mon Esmeralda - Quasimodo 24. Le Temps des cathédrales (Reprise) - Gringoire & Ensemble |

## Obsada
| W wersji oryginalnej (francuskiej) wystąpili: - Hélène Ségara jako Esméralda - Daniel Lavoie jako Frollo - Bruno Pelletier jako Gringoire - Garou jako Quasimodo - Patrick Fiori jako Phoebus - Luck Mervil jako Clopin - Julie Zenatti jako Fleur-de-Lys | W wersji oryginalnej (brytyjskiej) wystąpili: - Tina Arena jako Esmeralda - Daniel Lavoie jako Frollo - Bruno Pelletier jako Gringoire - Garou jako Quasimodo - Steve Balsamo jako Phoebus - Luck Mervil jako Clopin - Natasha Saint-Pier jako Fleur-de-Lys |

Polska obsada (Teatr Muzyczny w Gdyni)
- Maja Gadzińska/Ewa Kłosowicz jako Esméralda
- Artur Guza/Piotr Płuska jako Frollo
- Maciej Podgórzak/Jan Traczyk jako Gringoire
- Michał Grobelny/Janusz Kruciński jako Quasimodo
- Przemysław Zubowicz/Maciej Podgórzak/Rafał Szatan jako Phoebus
- Łukasz Zagrobelny/Krzysztof Wojciechowski jako Clopin
- Weronika Walenciak/Kaja Mianowana jako Fleur-de-Lys